# Aéroport international de Fredericton
L'aéroport international de Frédéricton est un aéroport canadien situé à 13 km au sud de la ville de Fredericton, la capitale de la province du Nouveau-Brunswick.

## Situation

### Carte des aéroports du Réseau National du Canada
| \| 300 km1:20 691 000 \| Calgary Charlottetown Edmonton Fredericton Gander Moncton Halifax Iqaluit Kelowna London Montréal–Mirabel Montréal–Trudeau Ottawa Prince George Québec Regina Saint-Jean Saskatoon Saint-Jean de T.-N. Thunder Bay Toronto Pearson Vancouver Victoria Whitehorse Winnipeg Yellowknife |
| 300 km1:20 691 000 |

## Statistiques
Le graphique qui aurait dû être présenté ici ne peut pas être affiché car il utilise l'ancienne extension Graph, désactivée pour des questions de sécurité. Des indications pour créer un nouveau graphique avec la nouvelle extension Chart sont disponibles ici.

Voir la requête brute et les sources sur Wikidata.

## Compagnies et destinations
| Compagnies         | Destinations |
| ------------------ | --- |
| Air Canada         | Toronto (Pearson) |
| Air Canada Express | Montréal (P.-E.-Trudeau) |
| Air Canada Rouge   | Toronto (Pearson) |
| Air Transat        | En saison: Cancún (débute le 18 février 2026) |
| Porter Airlines    | Ottawa (Macdonald-Cartier), Toronto (Billy Bishop) |
| WestJet Airlines   | En saison: Calgary, Cancún (débute le 9 février 2026), Cayo Coco (J. del Rey) (débute le 10 février 2026), Punta Cana (débute le 11 février 2026), Santa Clara-A. Santamaría (débute le 11 février 2026) |

Édité le 13/04/2025